# Уинтер, Джон
Джон Уинтер (англ. John Arthur «Jack» Winter; 3 декабря 1924, Перт — 5 декабря 2007, Перт) — австралийский легкоатлет (прыжок в высоту), чемпион Игр Содружества, чемпион летних Олимпийских игр 1948 года в Лондоне.

## Биография
Во время Второй мировой войны Уинтер служил в Военно-воздушных силах Австралии в Великобритании. После окончания войны он продолжил участвовать в соревнованиях и стал чемпионом Австралии в 1947 и 1948 годах.
На летних Олимпийских играх 1948 года в Лондоне Уинтер стал олимпийским чемпионом с результатом 198 см, опередив серебряного призёра норвежца Бьёрна Пёульсона и американца Джорджа Станича, занявшего третье место. Двое последних показали одинаковый результат 195 см.
После окончания Игр в Лондоне он остался в Великобритании, пропустив чемпионат Австралии 1949 года. Он вернулся в следующем году и выиграл титул 1950 года перед Играми Британской империи 1950 года в Окленде. Оклендские игры, где он прыгнул на 198 см, принесли ему ещё одну золотую медаль. Вскоре в возрасте 26 лет Уинтер оставил большой спорт.
Свой личный рекорд Уинтер установил на чемпионате Австралии 1948 года, когда он стал чемпионом страны с результатом 200 см.